# Penthetor lucasi
Il Pipistrello della frutta dal muso corto di Lucas (Penthetor lucasi Dobson, 1880) è un pipistrello appartenente alla famiglia degli Pteropodidi, unica specie del genere Penthetor K.Andersen, 1912, diffuso nella Penisola Malese e in Indonesia.

## Etimologia
Il termine Penthetor deriva dal greco Πενθέτωρ, letteralmente "colui che è in lutto", con allusione al colore scuro della specie.

## Descrizione

### Dimensioni
Pipistrello di medie dimensioni, con la lunghezza della testa e del corpo tra 85,6 e 115 mm, la lunghezza dell'avambraccio tra 57 e 62 mm,  la lunghezza della coda tra 8 e 13 mm, la lunghezza delle orecchie tra 14 e 16,5 mm e un peso fino a 44 g.

### Caratteristiche craniche e dentarie
Il cranio presenta una scatola cranica allungata, il rostro del cranio accorciato ed è privo dei fori postorbitali, presenti nelle altre specie simili. La specie si distingue dalle dimensioni dell'incisivo superiore esterno, circa la metà di quello interno.
Sono caratterizzati dalla seguente formula dentaria:

### Aspetto
La pelliccia è molto più corta e schiacciata che in Cynopterus. Il colore delle parti dorsali è marrone scuro, la testa è nerastra, mentre le parti ventrali sono grigiastre, più chiare al centro. La nuca è cosparsa di peli grigi, mentre il collo è simile in colore al centro dell'addome. Il muso è relativamente corto e largo, gli occhi sono grandi. Le orecchie sono larghe con la punta arrotondata e sono munite di un lobo antitragale piccolo ma distinto. Le membrane alari sono attaccate posteriormente all'estremità del primo metatarso, le ossa alari sono scure. La coda è sottile e lunga circa la metà del piede, l'uropatagio è ridotto ad una sottile membrana lungo la parte interna degli arti inferiori. Il calcar è di dimensioni normali. La tibia è insolitamente lunga, circa la metà dell'avambraccio, ed e priva di peli.

## Biologia

### Comportamento
Si rifugia all'interno delle grotte, formando grandi colonie superiori alle cento unità. È stato osservato anche nelle fessure rocciose, tra i massi lungo i fiumi e, solitariamente, negli alberi cavi.

### Alimentazione
Si nutre di una grande varietà di frutti e semi degli alberi della foresta.

### Riproduzione
Femmine gravide sono state osservate a settembre, molto più raramente a giugno. Danno alla luce un piccolo alla volta all'anno. 

## Distribuzione e habitat
Questa specie è diffusa nella Penisola Malese e in Indonesia.
Vive nelle foreste disturbate ed in quelle primarie di pianura e collinari, fino a 610 metri di altitudine. Sugli Altipiani Cameron, nella Penisola Malese raggiungono anche i 1.828 metri.

## Tassonomia
Sono state riconosciute 2 sottospecie:
- P.l. lucasi: Penisola Malese, Borneo;
- P.l. suyantoi (Maryanto, 2003): Sumatra.

## Conservazione
La IUCN Red List, considerata il vasto Areale, la presenza in diverse aree protette, e l'adattamento a qualsiasi degrado del proprio habitat, classifica P. lucasi come specie a rischio minimo (Least Concern)).